# اجامکو
اجامکو (به لاتین: Ajumako) یک منطقهٔ مسکونی در غنا است که در منطقه مرکزی (غنا) واقع شده‌است.